# Joseph Vũ Duy Thống
Joseph Vũ Duy Thống (Thái Bình, 2 luglio 1952 – Ho Chi Minh, 1º marzo 2017) è stato un vescovo cattolico vietnamita.

## Biografia
Joseph Vũ Duy Thống nacque il 2 luglio 1952 nel comune di Đồng Tiến nel distretto di Quỳnh Phụ della provincia di Thai Binh. Appena due anni dopo però la sua famiglia dovette rifugiarsi al sud nel 1954. Entrò nel seminario minore di Long Xuyên a dodici anni nel 1964, dopodiché frequentò l'università di Saigon, laureandosi in filosofia. In seguito frequentò il seminario maggiore di Saigon.
Fu ordinato prete il 26 ottobre 1985 dall'arcivescovo Paul Nguyễn Văn Bình per l'arcidiocesi di Hô Chí Minh. 
Nel 1993 fu inviato a Parigi per completare gli studi e conseguendo il dottorato in teologia nel 1998. Tornato in Vietnam, fu professore presso il seminario maggiore di Saigon fino al 2001.

### Ministero episcopale
Il 4 luglio 2001 papa Giovanni Paolo II lo nominò vescovo ausiliare di Hô Chí Minh assegnandogli la sede titolare Tortiboli. Ricevette l'ordinazione episcopale il 17 agosto dello stesso anno per imposizione delle mani dall'arcivescovo e futuro cardinale Jean-Baptiste Phạm Minh Mẫn.
Otto anni dopo, il 25 luglio 2009 papa Benedetto XVI lo nominò vescovo di Phan Thiết. 
Durante il suo ministero fu presidente del comitato per la cultura in seno alla Conferenza episcopale del Vietnam.
Morì dopo una lunga malattia il 1º marzo 2017 all'età di 64 anni.

## Genealogia episcopale
La genealogia episcopale è:
- Cardinale Scipione Rebiba
- Cardinale Giulio Antonio Santori
- Cardinale Girolamo Bernerio, O.P.
- Arcivescovo Galeazzo Sanvitale
- Cardinale Ludovico Ludovisi
- Cardinale Luigi Caetani
- Cardinale Ulderico Carpegna
- Cardinale Paluzzo Paluzzi Altieri degli Albertoni
- Papa Benedetto XIII
- Papa Benedetto XIV
- Papa Clemente XIII
- Cardinale Marcantonio Colonna
- Cardinale Giacinto Sigismondo Gerdil, B.
- Cardinale Giulio Maria della Somaglia
- Cardinale Carlo Odescalchi, S.I.
- Cardinale Costantino Patrizi Naro
- Cardinale Lucido Maria Parocchi
- Papa Pio X
- Papa Benedetto XV
- Papa Pio XII
- Cardinale Eugène Tisserant
- Papa Paolo VI
- Arcivescovo Angelo Palmas
- Vescovo Jacques Nguyễn Ngọc Quang
- Vescovo Emmanuel Lê Phong Thuận
- Cardinale Jean-Baptiste Phạm Minh Mẫn
- Vescovo Joseph Vũ Duy Thống